# Juana Acosta

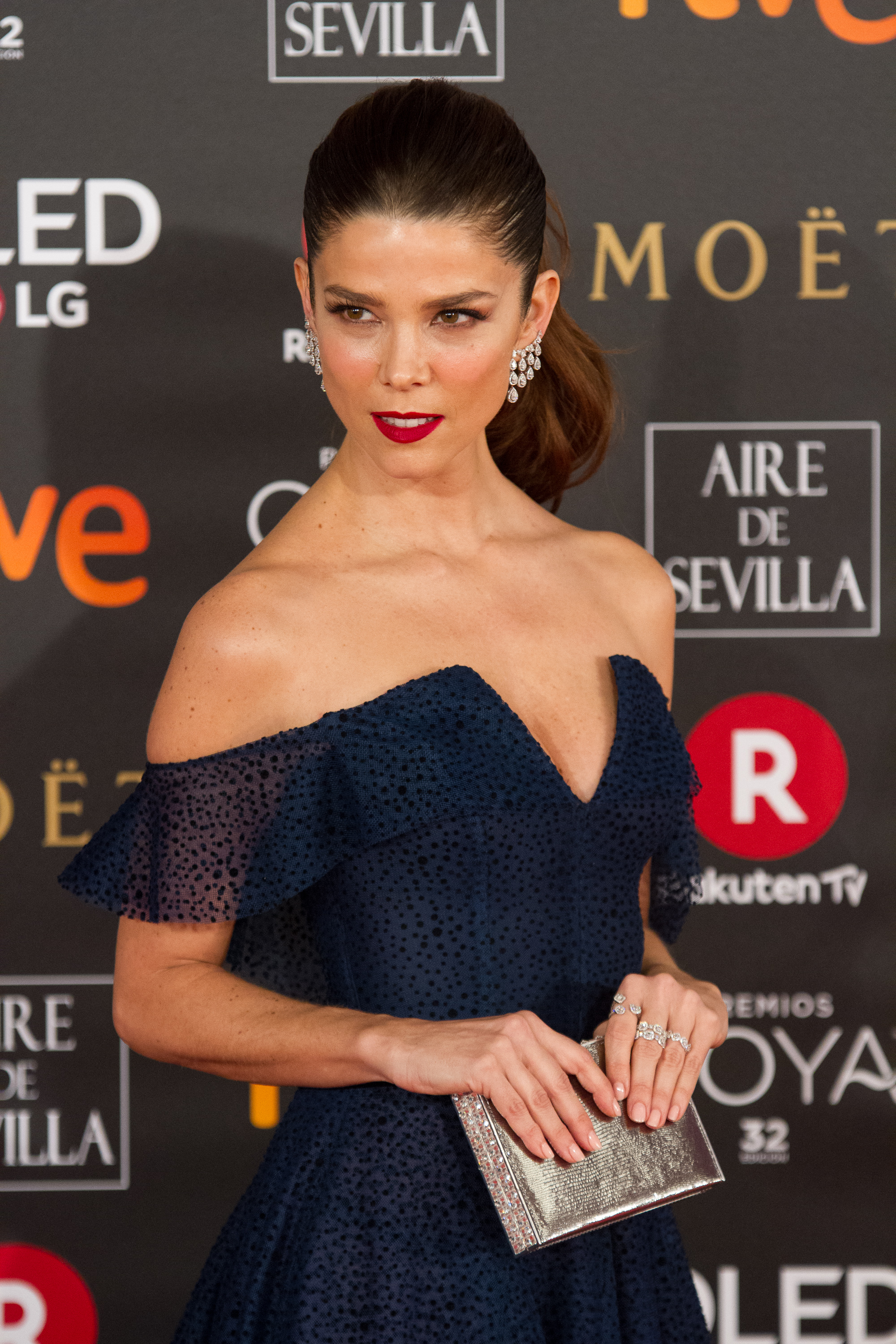
Juana Acosta en 2018

Juana Acosta Restrepo, née à Cali (Valle del Cauca, Colombie) le 28 novembre 1976, est une actrice colombienne.

## Biographie
Juana Acosta Restrepo est née le 28 novembre 1976 à Cali (Colombie). Elle a quatre frères et sœurs issus du premier mariage de son père, et une sœur jumelle, Valentina Acosta. Ses parents se séparent alors qu'elle a 6 ans : elle et sa sœur grandissent avec leur mère, Marta Lucía Restrepo. Sa mère possède une agence de voyage, ce qui lui permet de voyager régulièrement. Son père est assassiné, victime du conflit armé colombien, alors qu'elle a 16 ans. Elle abandonne alors la danse, sa passion.
Elle étudie les beaux-arts en Colombie, mais décide rapidement de devenir actrice. Elle commence sa carrière dans des feuilletons colombiens et des téléfilms tels que Es mejor ser rico que pobre (1999), La dama del pantano (1999) et La reina de Queens (2000), entre autres.
En 2000, elle s'installe en Espagne, où elle poursuit sa carrière. L'année suivante, sa mère, puis sa sœur, la rejoignent. C'est à Madrid qu'elle rencontre l'acteur Ernesto Alterio, qui deviendra son mari et le père de sa fille unique. Sa mère se mariera également en Espagne, mais sa sœur Valentina retournera en Colombie, où elle est également une actrice célèbre.
En Espagne, elle participe à diverses séries dans des rôles secondaires tels que Policías, en el corazón de la calle (2001-2002) et Javier ya no vive solo (2002).
En 2005, elle est distribuée dans plusieurs films et téléfilms tels que Diario de un skin, Los dos lados de la cama et A golpes.
En 2007, elle rejoint la deuxième saison de la série Cuatro Génesis : En la mente del asesino. L'année suivante, elle joue dans la quinzième saison de la série médicale Hospital Central de Telecinco, où elle incarne la résidente Sofía Carrillo.
En 2010, elle participe au téléfilm en deux épisodes Adolfo Suárez, el presidente, un biopic sur la vie du premier Premier ministre de l'Espagne démocratique après la dictature franquiste. La même année, elle participe au téléfilm Carlos, un projet de Canal+ France et d'autres médias qui raconte la vie d'Ilich Ramírez Sánchez, dit Carlos, terroriste vénézuélien traqué par la justice internationale jusqu'à son arrestation en 1994. Elle est encore présente dans la comédie Una hora más aux îles Canaries aux côtés d'Angie Cepeda et de Quim Gutiérrez.
En 2011, elle participe à la série Crematorio de Canal+ Espagne et à la série Hispania, la leyenda d'Antena 3. La même année, elle tourne El cartel de los sapos sous la direction de Carlos Moreno.
En 2013, elle reprend le rôle de Malena Oquendo aux côtés d'Alexandra Jiménez et de Nausicaa Bonnín dans la série Familia de Telecinco. Ne trouvant pas son audience, cette série ne dure qu'une saison. Elle joue également dans les films Libertador et 11.6 respectivement d'Alberto Arvelo et de Philippe Godeau,.
En 2014, elle est une des recrues de la deuxième saison de Velvet. Elle y joue le rôle de Sara Ortega pendant huit épisodes des deuxième et troisième saisons de la série. Son personnage est une femme d'affaires dans un monde d'hommes, en avance sur son temps.
L'année 2015 est une grande année pour elle, avec la sortie de trois films: en avril, elle est à l'affiche du téléfilm Sanctuary, une production française dans laquelle elle incarne Yoyes, une dirigeante de l'ETA assassinée par ses collègues après avoir pris ses distances avec l'organisation. Cette performance lui vaut le prix de la meilleure actrice au Festival international de programmes audiovisuels de Biarritz. La même année, elle joue aux côtés d'Adriana Ugarte dans Tiempo sin aire, un film réalisé par Samuel Martín Mateos et Andrés Luque Pérez. Elle retourne alors en Colombie, pour diriger la distribution de la production franco-colombienne Anna, réalisée par Jacques Toulemonde. Elle obtient pour ce film une nomination comme meilleure actrice au prix Fénix du cinéma ibéro-américain et une mention spéciale du jury au Festival du film colombien de New York,. À la télévision, elle participe à deux épisodes de la première saison de la production européenne (coproduite par le Royaume-Uni et la France) The Last Panthers du réalisateur Jack Thorne et à la mini-série coproduite par l'Italie et l'Espagne La dama velada.
Poursuivant sur sa lancée de l'année précédente, Juana Acosta connaît encore en 2016 une année riche en projets. En juin, elle sort Acantilado, un film réalisé par Helena Taberna d'après le roman El contenido del silencio de Lucía Etxebarria, dans lequel elle joue aux côtés de Daniel Grao et Ingrid García-Jonsson. En septembre, le film Vientos de La Habana du réalisateur Félix Viscarret est présenté en avant-première au Festival du film de San Sebastián. En octobre, elle joue dans le premier film de Netflix Espagne aux côtés de Paco León et Àlex Brendemühl, 7 años réalisé par Roger Gual.
En 2017, elle tourne le film Perfectos desconocidos d'Álex de la Iglesia et collabore à la cinquième saison de la série française Caïn, où elle interprète Annie Hoste.

## Filmographie

### Cinéma
- 1998 : Golpe de estadio
- 1999 : Es mejor ser rico que pobre
- 2000 : Kalibre 35
- 2000 : Juegos bajo la luna
- 2002 : Javier ya no vive solo
- 2005 : A golpes
- 2005 : Los 2 lados de la cama
- 2006 : Bienvenido a casa
- 2010 : Una hora más en Canarias
- 2011 : El cartel de los sapos
- 2013 : Libertador
- 2013 : 11.6
- 2014 : Le Règne de la beauté
- 2015 : Tiempo sin aire
- 2015 : Anna
- 2016 : Acantilado
- 2016 : 7 años
- 2017 : Perfectos desconocidos d'Álex de la Iglesia
- 2018 : Jefe
- 2024 : Les Pistolets en plastique

### Télévision
- 1995 : Mascarada : Mariana Carbo
- 1999 : La dama del pantano : Madame De Blemont
- 2011 : Les Beaux Mecs : Olga (jeune)
- 2014-2016 :  Velvet  : Sara Ortega
- 2017 : Caïn : Annie Hoste
- 2019 : Vernon Subutex : Pamela Kant
- 2021 : La Templanza
- 2021 : Innocent : Emma